# Corallocarpus welwitschii
Corallocarpus welwitschii là một loài thực vật có hoa trong họ Cucurbitaceae. Loài này được (Naudin) Hook.f. ex Welw. mô tả khoa học đầu tiên năm 1869.